# 1992 (szám)
Az 1992 (római számmal: MCMXCII) az 1991 és 1993 között található természetes szám.

## A matematikában
A tízes számrendszerbeli 1992-es a kettes számrendszerben 11111001000, a nyolcas számrendszerben 3710, a tizenhatos számrendszerben 7C8 alakban írható fel.
Az 1992 páros szám, összetett szám. Kanonikus alakja 23 · 31 · 831, normálalakban az 1,992 · 103 szorzattal írható fel. Tizenhat osztója van a természetes számok halmazán, ezek növekvő sorrendben: 1, 2, 3, 4, 6, 8, 12, 24, 83, 166, 249, 332, 498, 664, 996 és 1992.
Az 1992 egyetlen szám valódiosztóösszeg-függvényeként sem áll elő, ezért érinthetetlen szám.